# ウィリアム・スミス・クラーク

さっぽろ羊ヶ丘展望台のクラーク像

ウィリアム・スミス・クラーク（William Smith Clark、1826年7月31日 - 1886年3月9日）は、アメリカ人の教育者。化学、植物学、動物学の教師。農学教育のリーダー。日本ではクラーク博士として知られる。日本における「お雇い外国人」の一人である。
1876年（明治9年）札幌農学校（現・北海道大学）開校。初代教頭。同大学では専門の植物学だけでなく、自然科学一般を英語で教えた。この他、学生達に聖書を配り、キリスト教についても講じた。のちに学生たちは「イエスを信じる者の誓約」に次々と署名し、キリスト教の信仰に入る決心をした。

## 略歴
1826年7月31日、医師であったアサートン・クラークを父として、ハリエットを母としてマサチューセッツ州アッシュフィールドで生まれる。1834年ごろ一家は同州イーストハンプトンに引っ越した。ウィリストン神学校で教育を受け、1844年にアマースト大学に入学。ファイ・ベータ・カッパの会員となる。1848年に同大学卒業。
1848年から1850年にウィリストン神学校で化学を教え、化学と植物学を学ぶべく、ドイツのゲッティンゲン大学へ留学、1852年に同大学で化学の博士号取得。社交的で誰からも好かれ、成績が非常に優秀であったので、同年、20代にして教師就任の要請を受けてアマースト大学教授となる。1867年まで分析化学と応用化学を担当して教える。化学だけでなく1852年〜1858年には動物学、1854年〜1858年は植物学も教え、計3つの専門を教えるという活躍をした。
じきにクラークはゲッティンゲン大学で学んでいた時期から着目していた農業教育を推進しはじめる。1853年には新しく設立された科学と実践農学の学部の長になったが、これはあまりうまくいかず、1857年には終了した。これによってクラークは、新しい農学教育を効果的に行うためには新しいタイプの教育組織が必要なのだということに気付く。
マサチューセッツ農科大学（現マサチューセッツ大学アマースト校）第3代学長に就任、初代と2代学長は開学前に辞任しているため、クラークが実質的な初代学長である。1860年〜1861年にHampshire Board of Agricultureの長となり1871年〜1872年も再度就任。
途中、南北戦争に参加することになり、クラークの学者としてのキャリアは一旦中断する。
アマースト大学で教えていた時期、学生の中に同大学初の日本人留学生として同志社大学の創始者新島襄がいた。任期中には新島襄の紹介により、日本政府の熱烈な要請を受けて、1876年（明治9年）7月にマサチューセッツ農科大学の1年間の休暇を利用して訪日するという形で札幌農学校教頭に赴任する。
クラークはマサチューセッツ農科大学のカリキュラムをほぼそのまま札幌農学校に移植して、諸科学を統合した全人的な言語中心のカリキュラムを導入した。
札幌農学校におけるクラークの立場は教頭で、名目上は別に校長がいたが、クラークの職名は英語で「President（校長）」と表記することが開拓使によって許可され、実質的にはクラークが校内の全てを取り仕切っていた。
クラークは自ら模範となり、学生を鼓舞、激励するだけでなく、マサチューセッツ農科大学の教え子から生え抜きを後継者に据えて規律及び諸活動に厳格かつ高度な標準を作り出し、学生の自律的学習を促した。
9ヶ月の札幌滞在の後、翌年の1877年5月に離日した。帰国後はマサチューセッツ農科大学の学長を辞め、洋上大学の開学を構想するが資金が集まらず頓挫、生活費に困るようになっていたときに出資者を募って知人と共に鉱山会社「クラーク・ボスウェル社」を設立して7つの鉱山を買収、当初は大きな利益を上げたが、その知人が横領を繰り返し、果てに逃亡、設立から1年半で破産、負債は179万ドルだった。叔父から破産をめぐる訴訟を起こされ、裁判で罪に問われることはなかったが、晩年は心臓病にかかって寝たり起きたりの生活となり、1886年3月9日、失意のうちに59歳でこの世を去った。
彼は帰国した後も札幌での生活を忘れることはなく、死の間際には「札幌で過ごした9ヶ月間こそ、私の人生で最も輝かしいときだった」と言い残したと伝えられる。彼の墓はアマースト町ダウンタウン内にあるウエスト・セメタリーにある。

## 家族
ドイツ留学から帰国して数カ月後の1853年5月25日に、ハワイ王国へミッション（宣教）へ行った人物であるWilliam RichardsとClarissaの間に生まれた娘であるハリエット・ウィリストン（Harriet Keopuolani Richards Williston）と結婚。1838年にハリエットと弟の Lymanはウィリストン神学校で教育を受けるべく、ハワイから送り出された。William Richardsは1847年にハワイで亡くなることになる。クラークは妻のハリエットの間に11人の子どもをもうけたが、うち3人は生後1年以内に死亡した。
- 息子のアサートン・クラークは、後年マサチューセッツ農科大学の理事になった。
- 息子のヒューバート・クラーク (Hubert Lyman Clark) は、ハーバード大学で動物学を研究した。
  - ヒューバートの息子のウィリアム・クラークは、シンシナティ大学の英文科科長となった。

## 少年よ、大志を抱け この老人の如く
札幌農学校1期生との別れの際に、北海道札幌郡月寒村島松駅逓所（現在の北広島市島松）でクラークが発したとされる言葉がよく知られている。それは「Boys, be ambitious（少年よ、大志を抱け）」として知られていた。しかし、この文言は、クラークの離日後しばらくは記録したものがなく、後世の創作によるものだと考えられた時代があった。1期生の大島正健（後の甲府中学校（現甲府第一高等学校）の学校長）による離別を描いた漢詩に、「青年奮起立功名」とあることから、これを逆翻訳したものとも言われた。
しかし、大島が札幌農学校創立15周年記念式典で行った講演内容を、安東幾三郎が記録。安東が当時札幌にいた他の1期生に確認の上、この英文をクラークの言葉として、1894年ごろに同窓会誌『恵林』13号に発表していたことが判明した。安東によれば、全文は「Boys, be ambitious like this old man」であり、これは「この老いた私のように、あなたたち若い人も野心的であれ」という意味になる。安東の発表の後、大島自身が内村鑑三編集の雑誌 Japan Christian Intelligencer, Vol.1, No.2 でのクラークについての記述で、全く同じ文章を使ったことも判明した。大島は、次のように述べている。
この時に他にも「Boys, be ambitious in Christ (God)」と言ったという説もある。また「青年よ、利己のためや はかなき名声を求めることの野心を燃やすことなく、人間の本分をなすべく大望を抱け」と述べたという説がある。 クラークがアマースト大学在学中からambition, ambitiousという言葉を愛用し、かつクラークの人物の形容語として同様の言葉がよく使用されていたことは、近年のアメリカ側の研究で明らかになっており、島松の別れに居合わせていたブルックスが帰国後もこの惜別の言葉について自ら語り、否定していないことからも、ambitiousと言う言葉を用いたことは間違いないとみられる。

## クラークとカレー
クラークは学生にカレー以外のメニューの時の米飯を禁じ、パン食を推進したと言われ、カレーを日本に広めたのはクラークであるという説もある。しかし、『カレーなる物語』（吉田よし子、1992年）によれば、北海道大学には、当時のカレーに関する記録はクラーク離日後となる1877年9月のカレー粉3ダースの納入記録しか残っておらず、クラークの命令もあったのかどうかは不明とされる。ただし、1881年の寮食は、パンと肉、ライスカレーが隔日で提供されていたことは確認されている。クラークとカレーを結びつける文献として古いものは、『恵迪寮史』（1933年）があり、これによると、札幌農学校ではパン食が推進され、開学当時からカレー以外の米食が禁じられていたという。
北海道立文書館発行『赤れんが』81号（1984年）によれば、開拓使東京事務所では、クラーク訪日前の1872年からお雇い外国人向けにライスカレーやコーヒーが提供されていた。そもそも、北海道でパン食を推進したのは、クラークの前任者とされる開拓使顧問のホーレス・ケプロンであるとされ、札幌農学校とカレーとの関係は、クラーク以前の時代に遡る可能性もある。
「ライスカレー」という語はクラークが作ったという説もあるが、クラーク訪日前の開拓使の公文書『明治五年 開拓使公文録 八』（1872年）で、「タイスカレイ」（ライスカレーの意味）という語が使われている。

## 第三者からの人物エピソード
- 内村鑑三は、「後世への最大遺物」において、「ものを教える」技能を有し教育で貢献する人物の例として挙げ、農学校時代にクラークを第一級の学者であると思っていたが、米国に渡って聞いたらある学者に「クラークが植物学に付いて、口を利くなどとは不思議だ」と云って笑った人があります、と言い「先生、大分化（ばけ）の皮を現はした」とした[8]。しかし、内村は続けて、「しかしながら、とにかくアノ人は非常な力を持って居る。何であるか、即ち植物学を青年の頭のなかへ注ぎ込んで、植物学というInterest（インタレスト） を起す力を持った方であります。それゆえに植物学の先生としては非常に価値のあった人であります。故に学問さえすれば、我々が先生になれるという考を我々は持つべきでない。我々に思想さえあれば、我々が悉く先生になれるという考を抛却（ほうきゃく）して仕舞わねばならぬ。先生になる人は学問が出来るよりか、学問はなくてはなりませぬけれ共、学問が出来るよりか学問を青年に伝える事の出来る人でなければ往かぬ[9]。」と評価している。
- 札幌農学校の校則について、開拓長官の黒田清隆（後の内閣総理大臣）に「この学校に規則はいらない。“Be gentleman”（紳士であれ）の一言があれば十分である」と進言したと言われている。それまで雁字搦めの徳目に縛られていたのと比べると、これはいかにも簡潔なことであった。しかし、何をして良いのか、何をしてはいけないのかは自分で判断しなければならないため、自由でありながら厳しいものとなっている。ただし、開校日にクラーク自身が学生に提示した学則は、これよりはるかに多い。これは、クラークの前任者であるホーレス・ケプロンの素案をそのまま使ったためとも言われている。
- 離日後も黒田清隆や教え子との間で手紙による交流を続けた。現在も多くの手紙が残っている。

## 主な教え子
一期生（16人のみ）
- 佐藤昌介（北海道帝国大学総長）
- 大島正健（言語学者、旧制甲府中学校校長）
- 内田瀞（牧場主）
- 黒岩四方之進（牧場主）
- 伊藤一隆（道庁勤務を経て石油会社経営。玄孫はタレント、歌手、女優、声優の中川翔子）
- 渡瀬寅次郎（教育者、種苗店経営）
- 柳本通義（台湾官吏）